# Cores complementares
Cores Complementares são aquelas que mais oferecem contraste entre si. De acordo com a definição de Michel Eugene Chevreul, no século XIX, a cor complementar de uma matriz é aquela que mais absorve seu espectro.

## Concepção científica
Na ciência das cores, duas cores são chamadas complementares se, quando misturadas, produzem preto, no caso de pigmentos, e branco, no caso de luzes. Nos sistemas de cores mais perceptíveis, o branco está no centro do espectro e as cores complementares se situam uma ao lado oposto da outra. O exemplo mais claro é o sistema HSV, no qual as cores complementares estão em lados opostos no disco de cores.
Na maioria das discussões a respeito de cores complementares, somente as cores com completo brilho e saturação são consideradas. Assim, uma cor primária sempre terá uma cor secundária como complementar e vice-versa. A cor secundária complementar de uma cor primária é aquela formada pelas outras duas cores primárias. Cor terciária|Cores terciárias sempre têm outra cor terciária como complementar.
- Vermelho e ciano
- Verde e magenta
- Azul anil e amarelo

Os resultados acima podem ser obtidos, quando, por exemplo, o sistema utilizado por RGB e o intervalo de valores igual a [0 255], executando a operação 255 - [vetor de cores]. Ex: Azul em RGB = [0 0 255], 255 - Azul = 255 - [0 0 255] = [255 255 0] = Amarelo.

### Imagens negativas
Quando alguém fixa os olhos em uma cor única por um período de tempo (30 segundos até um minuto são suficientes) e depois olha para uma superfície branca, uma imagem com a cor complementar vai aparecer. Isto ocorre porque os fotorreceptores de uma cor na retina são fatigados, perdendo a habilidade de enviar informação ao cérebro. Quando a luz branca é vista, as porções daquela cor incidentes no olho não são transmitidas eficientemente como as outras cores, e o resultado é a ilusão de ver a cor complementar. Quando os receptores permanecem em repouso por algum tempo, a ilusão desaparece.

## Concepção artística

Cores complementares segundo a concepção artística

Como no decorrer da história havia poucos pigmentos disponíveis - cores como o magenta e o ciano são muito raras na natureza - os artistas ainda hoje costumam usar outros pares de cores complementares, a saber:
- Azul e laranja
- Vermelho e Verde
- Amarelo e violeta (ou roxo)

Como acontece na ciência das cores, cada cor primária tem uma secundária por complementar e vice-versa. Ao juntar uma com outra, obtém-se alguma tonalidade de cinza ou marrom.
O uso de cores complementares é um aspecto importante para a beleza na arte e no design gráfico. Quando são colocadas uma ao lado da outra, os complementos aparecem contração científica de cores, a maioria dos discos de cores na arte são dispostas de maneira semelhante ao sistema HSV.